# ميك ديفيس (رجل أعمال)
ميك ديفيس (بالإنجليزية: Mick Davis)‏ هو شخصية أعمال بريطاني، ولد في 15 فبراير 1958 في جنوب أفريقيا.

## روابط خارجية
- ميك ديفيس على موقع مونزينجر (الألمانية)